# Pau Vidal i Rovira
Pau Vidal i Rovira (Terrassola (Alt Penedès), 1859 - Sant Sadurní d'Anoia (Alt Penedès), 1938) fou un empresari i filantrop català.

## Biografia
Nascut a Terrassola (Alt Penedès), emigrà a l'Argentina cap el 1885, a causa de la penúria que va provocar la invasió de la fil·loxera que van patir les vinyes. Allà es va casar amb la francesa Emilia Tranier, amb qui van tenir 5 fills: Paulina, Emilia, Agustín, Maria Rosa i Elvira Inés. S'establí a Rosario, província de Santa Fe, on s'enriquí amb la compravenda de propietats i l'exportació de cereals amb un soci barceloní. La seva esposa morí el 1923 i això motivà que viatgés els anys 1924 i 1925 amb els seus 3 fills menors a veure els familiars materns a França i també a Espanya, al seu poble Terrassola, que ja s'havia unit amb Lavit.
El seu amor pel lloc on va néixer va fer que donés de forma altruista diversos equipaments: un sopluig per als rentadors públics de Terrassola, un rellotge en un nou campanar aixecat sobre l'església de Sant Marçal (1926), els terrenys per a la construcció de l'escola J. J, Ràfols (1928), el pont de les Escoles (1929) i la creu de terme de Lavit (1930).
Es casà amb la sadurninenca Josefa Baró, amb qui no van tenir fills, i s'establiren a Sant Sadurní d'Anoia, on morí el 1938.